# Nationalpark El Ávila

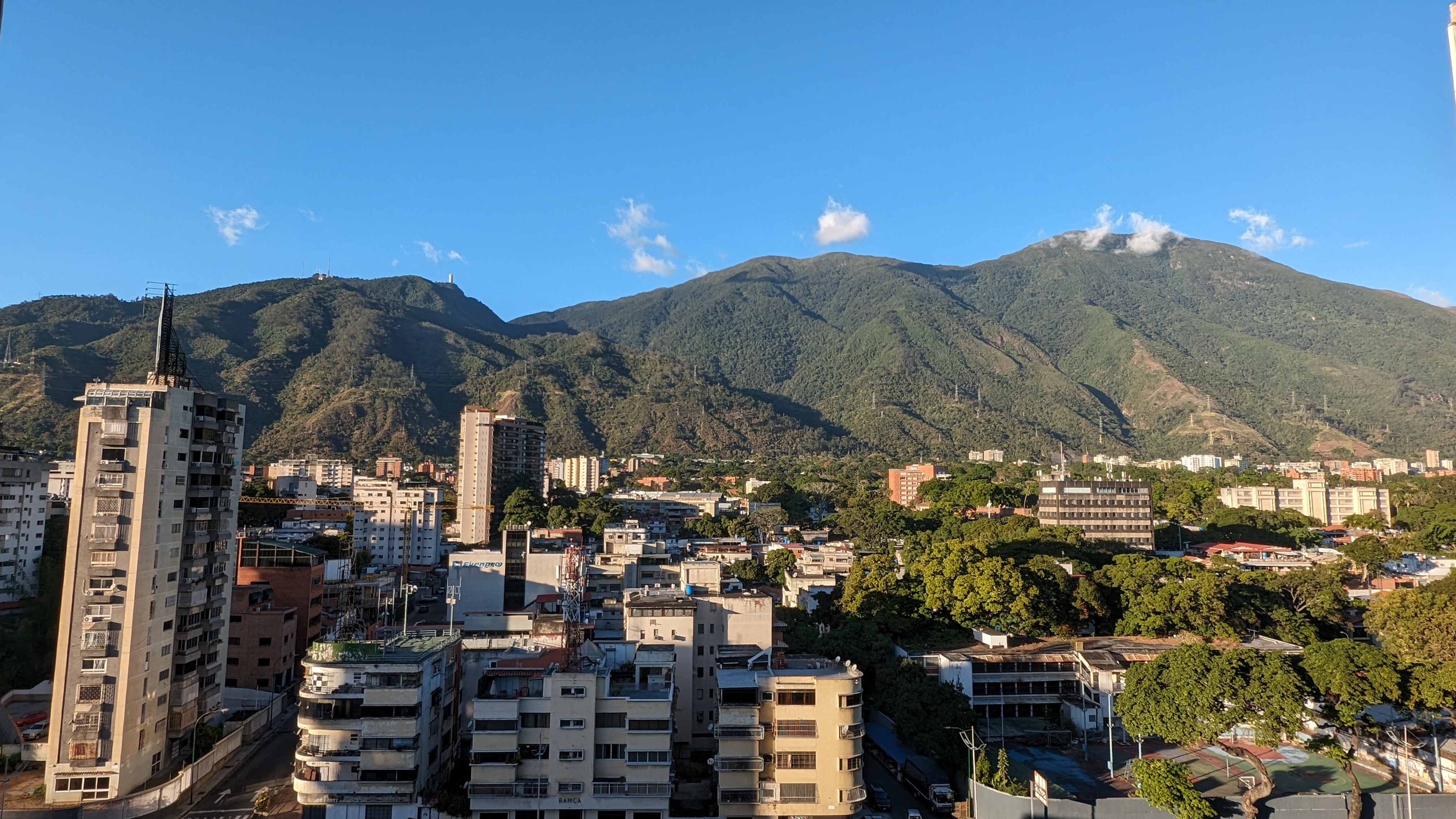

Der Parque Nacional Guaraira Repano/El Ávila ist ein Nationalpark in Venezuela, in der venezolanischen Küstenkordillere unmittelbarer Nachbarschaft zur Hauptstadt Caracas. Der Name Guaraira Repano bedeutet in der Sprache der Indios großes Gebirge.
Gegründet wurde der Park im Jahre 1958, die Fläche betrug anfangs 66.192 Hektar, 1974 wurde er um 19.000 Hektar erweitert.
Trotz der Nähe zur Hauptstadt blieb der Park weitgehend unberührt und ist, ein paar kleine Bauernhöfe ausgenommen, weitgehend unbesiedelt. 
An einigen Stellen wurde einst Kaffee angebaut.

## Geographie
Der Park umfasst Teile des Ávila-Massives zwischen der Karibik und dem Caracas-Tal und bildet einen ca. 80 km langen, etwa 10–15 km breiten Streifen.
Begrenzt wird er durch das Caracastal im Süden, die Städte Catia la Mar im Nordwesten, Caracas im Südwesten, im Norden durch die Karibik, im Nordosten durch Chuspa.
Die Berge erreichen Höhen von über 2000 Metern, wobei der höchste Punkt der Pico Naiguatá mit 2765 Metern ist. Die Berge bestehen aus Sedimenten der Kreidezeit sowie Granit. Der niedrigste Punkt liegt auf 120 Metern nahe der Karibikküste.
Neben dem Pico Naiguata sind wichtige Erhebungen:
- Pico Oriental 2640 m
- Pico Occidental 2480 m
- Pico El Ávila 2250 m

Der Nationalpark erstreckt sich über mehrere Zonen:
- Relativ trockene karibische Küste (bis etwa 500 m), dort erstrecken sich Trockenwälder.
- Tropische Feuchtwälder der Karibikseite (500 m – 1000 m), mit saisonaler Trockenheit.
- Bergsavanne (ab 1000 m), die durch menschliche Eingriffe entstanden ist
- Immerfeuchte Bergregen- und Nebelwälder (ab 1000 m bis 2200 m), jeweils zu beiden Seiten.
- Subparamo, rund um die höchsten Gipfel, (ab 2200 m).[3]

## Fauna
Vorkommende Raubkatzen sind Ozelot, Puma und Jaguar.
Andere Säugetiere sind unter anderem Hirscharten, Füchse, diverse Affen, sowie Faultiere.
Der Park ist ebenso reich an Vogelarten, wie zum Beispiel dem bunten Guacamaya und auch Vogelspinnen.